# 陕西省人民检察院
陕西省人民检察院是陕西省的检察机关，现任检察长为王旭光。